# Hope Park
Hope Park (nota anche col nome di Hope Park Plantation o Hope Park and Hope Park Mill) fu una piantagione collocata nella contea di Fairfax, Virginia, Stati Uniti.
Hope Park fu la residenza del dottor David Stuart (1753–1814), vecchio amico e corrispondente associato di George Washington, nonché secondo marito della nuora di Washington, Eleanor Calvert Custis (1758–1811). La Hope Park Plantation s trovava a circa 8 km dalla città di Fairfax.

## Storia

### La famiglia Payne
La piantagione di Hope Park venne fondata attorno alla metà del XVIII secolo da Edward Payne, un giudice della contea di Farifax che fece costruire anche la Payne's Church (completata nel 1778). Payne prestò servizio con George Washington e George Mason a Truro Parish e Washington, occasionalmente, ebbe modo di risiedere coi Paynes ad Hope Park, dove già esisteva una prima residenza padronale. Payne fu inoltre il primo a decidere la costruzione di un piccolo mulino nella località di Payne Branch, all'interno della proprietà. Possedere un mulino, per l'epoca, rappresentava una notevole risorsa per una piantagione agricola perché consentiva di lavorare le granaglie sul posto.

### La famiglia Stuart

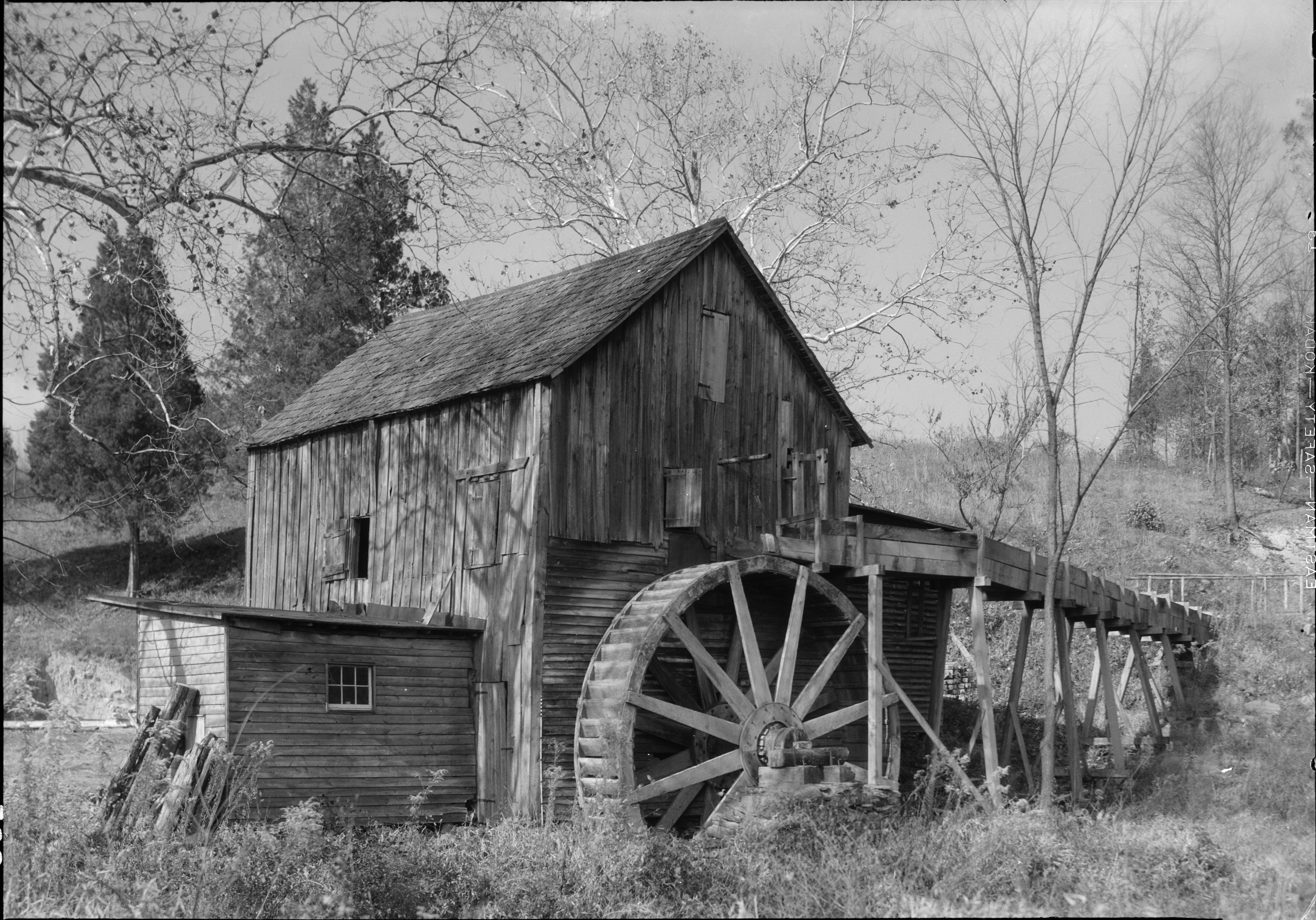
Foto del mulino della piantagione nel XX secolo

Il dottor David Stuart acquistò la piantagione di Hope Park nel 1785. Stuart era un medico di Alexandria,  in Virginia, che il 22 gennaio 1791 venne nominato dal presidente Washington, quale membro della rappresentanza per lo stato della Virginia presso la capitale, incarico che questi ricoprì per quattro anni consecutivi. Nel 1789, Stuart prestò servizio come giudice per la contea di Fairfax. Stuart fu inoltre membro dell'Assemblea Generale della Virginia per i villaggi di Centreville nel 1792 e Providence (poi nota come Fairfax) nel 1805.
Stuart sposò Eleanor Calvert Custis, vedova di John Parke Custis e nuora di Martha Washington nonché nuora adottiva di George Washington, nel 1783. Sino a quando non decise di spostarsi a Hope Park tra il 1791 ed il 1793, la coppia risiedette nella piantagione dei Custis, Abingdon, in posizione dominante sul fiume Potomac. La piantagione di Hope Park però si presentava maggiori accessi alle vie di comunicazione ed ai trasporti via acqua. Gli Stuart ricevettero regolarmente come ospiti George e Martha Washington ad Abingdon ed a Hope Park e a loro volta vennero frequentemente ospitati a Mount Vernon, la piantagione personale di Washington. Per le strette relazioni tra le famiglie Stuart e Washington, Hope Park viene spesso menzionata nella corrispondenza e nei diari di Washington.
Le figlie adottive di Stuart e nipoti adottive di George Washington, Martha Parke Custis e Elizabeth Parke Custis si sposarono entrambe ad Hope Park. Martha Custis sposò Thomas Peter il 6 gennaio 1795, ed Elizabeth Custis sposò Thomas Law il 20 marzo 1796. Quando gli Stuart si spostarono a Hope Park, la maggiore delle figlie dei Custis si spostò con loro e visse con la madre e il patrigno in questo luogo. Peter era figlio di un mercante di successo originario di Georgetown mentre Law era figlio di Edmund Law, vescovo di Carlisle, e fratello minore di Edward Law, I barone Ellenborough, George Henry Law, poi vescovo di Bath e Wells, e di John Law, vescovo irlandese. L'unione Custis/Law ebbe breve durata e terminò con un divorzio nel 1806. Mentre le sorelle minori di Custis, Eleanor Parke Custis e George Washington Parke Custis, vissero a Mount Vernon, Philadelphia, ed a New York con George e Martha Washington, si recarono sovente con la madre a Hope Park.
Durante il periodo di proprietà degli Stuart e prima che la famiglia decidesse di spostarsi nuovamente a Ossian Hall nel 1804, venne costruito un secondo mulino sulla riva occidentale di Piney Branch. Venne costruita adiacente anche una casa per il mugnaio. Le precise date di costruzione di queste due strutture sono sconosciute, ma il mulino viene menzionato come "completamente riparato" nel 1815. Uno studio condotto sul mulino nel 1972 dal preservazionista Russell Wright ha collocato la costruzione attorno all'anno 1800 circa. Noto col nome di "Hope Park Mill," esso ebbe una notevole rilevanza anche per le altre piantagioni presenti nella contea di Fairfax che qui portavano le loro granaglie per la lavorazione in farina.

### La famiglia Barnes
Il grosso della proprietà della piantagione di Hope Park rimase al dottor Stuart sino al dicembre del 1837 quando John H. Barnes, Sr. ne acquistò 1000 acri inclusi il mulino e la casa del mugnaio, ma non la residenza padronale ed il resto delle terre circostanti. Barnes acquistò il resto della piantagione di Hope Park nel febbraio del 1838. La famiglia Barnes fu la prima ad occupare la casa del mugnaio. Questi successivamente si spostarono nella casa padronale e lo stesso mr. Barnes fu l'ultimo proprietario a consolidarne l'aspetto come tenuta agricola. Dopo la morte di Barnes, la piantagione di Hope Park venne spezzata in otto appezzamenti nel 1853.
L'ultima moglie di Barnes, Sarah, ricevette la parte centrale di Hope Park con la casa e 194 acri di terreno, definiti come "Mansion House Tract." Il primogenito di Barnes, Jack Barnes, aveva seguito il mestiere di mugnaio e con la moglie, Mary Fox, si insediò nella casa del mugnaio chiamata "Huntley." Gli altri sei figli di Barnes Sr. ebbero ciascuno una parte della tenuta di Hope Park.
La piantagione di Hope Park crebbe in prosperità sotto la famiglia Barnes, grazie anche alla forte presenza di schiavi. Negli anni '40 dell'Ottocento, la famiglia Barnes era proprietaria di quattro schiavi, che divennero sette nel 1850 e dodici nel 1860. Per l'alto costo degli schiavi e le possibilità della famiglia, il numero degli schiavi al servizio dei Barnes era relativamente basso se comparato ad altre piantagioni americane, anche solo a quelle della contea di Fairfax.

#### La guerra civile americana
Con lo scoppio della guerra civile americana nel giugno del 1861, i tre figli di John Barnes, tra cui Jack (all'epoca di 29 anni di età), si portarono da Hope Park alla loro residenza a Fairfax per iscriversi nel 17th Virginia Volunteer Infantry Regiment, noto col soprannome di "Fairfax Rifles." Due mesi dopo, Jack Barnes venne catturato ed inviato alla Old Capitol Prison di Washington, D.C..
Il restante dei membri della famiglia Barnes (la vedova Sarah e le sue quattro figlie oltre alla moglie di Jack, Mary, ed i suoi figli) e gli schiavi vennero temporaneamente costretti ad evacuare sia Hope Park che Huntley. Al loro ritorno poco dopo la vittoria dei confederati nella Prima battaglia di Bull Run, la famiglia trovò ancora la sa residenza in piedi nella tenuta, ma questa era stata devastata dai soldati unionisti.
Nel corso dell'inverno del 1861/1862, l'Hope Park Mill venne utilizzato dall'esercito confederato della 3ª armata. Poco dopo che le forze confederate ebbero lasciato Hope Park Mill nel marzo del 1862, l'esercito unionista avanzò nella contea di Fairfax pe foraggiarsi. I soldati dell'unione confiscarono ogni cosa che poterono prendere, tra cui verdure e maiali. Uno dei maiali confiscati apparteneva a Nettie (figlia di Jack e Mary Barnes), di soli dieci anni, la quale riuscì a recuperarlo portandosi eroicamente nel campo degli unionisti. Quello che segue è il resoconto della storia così come è stata riportata da Charles V. Mauro nella sua opera The Civil War in Fairfax County: Civilians and Soldiers:

### La famiglia Robey
Il mulino di Hope Park era ancora perfettamente attivo all'inizio del XX secolo quando divenne di proprietà di Frank Robey. La morte di Robey nel 1916 portò alla fine della produzione commerciale dell'Hope Park Mill.

### Status attuale
Il mulino di Hope Park e la casa del mugnaio (talvolta chiamati collettivamente "Robey's Mill" o "Piney Branch Mill"), assieme ad una capanna di affumicatura e ad altre strutture minori, sono preservate ancora oggi. Il mulino di Hope Park e le altre strutture adiacenti sono elencate complessivamente come "Hope Park Mill and Miller's House" nel Virginia Landmarks Register dal 17 novembre 1976, e nel National Register of Historic Places dal 15 agosto 1977. Hope Park Mill and Miller's House si trovano al n.12124 di Pope's Head Road, a Fairfax, in Virginia. Al tempo della sua inclusione tra i beni tutelati nel 1976 e nel 1977, il mulino era di proprietà di Sally e David McGrath che ancora vivevano nella casa del mugnaio.
La casa padronale di Hope Park ed il mulino originario vennero fotografati dall'Historic American Buildings Survey (HABS) negli anni '30, traendone misure e disegni dettagliati che ancora oggi sono presenti nella Biblioteca del Congresso degli Stati Uniti. Negli anni essa è rimasta in uso come residenza privata alle varie famiglie che poi si sono succedute nel possesso della proprietà (Newmans, Zimmerman, Mattingly, Flint, Warhurst).